# Conseil du Léman
Der Conseil du Léman (deutsch Genferseerat) ist eine grenzüberschreitende Organisation, an welcher Gebietskörperschaften der Schweiz und Frankreichs in der Region um den Genfersee (französisch Le Léman) beteiligt sind. Er wurde im Jahr 1987 gegründet und bildet einen Raum für den Dialog und die Zusammenarbeit im oberen Rhonetal.
Dem Genferseerat gehören die schweizerischen Kantone Genf, Waadt und Wallis sowie die französischen Departemente Ain und Haute-Savoie an.
Die Organisation fördert internationale Projekte in den Bereichen Wirtschaft, Mobilität, Umweltentwicklung, Raumplanung und Kultur. Sie setzt sich gemäss eigenen Angaben für die identité lémanique und die Erhaltung von Kulturgütern und der Natur im Genferseegebiet ein. Und sie vertritt die gemeinsamen Anliegen der Region mit einer Bevölkerung von mehr als drei Millionen Menschen gegenüber den Staatsregierungen in Bern und in Paris, die mit dem Status beobachtender Mitglieder ebenfalls im Conseil du Léman vertreten sind. Auch die französische Region Auvergne-Rhône-Alpes, zu welcher die Departemente Ain und Haute-Savoie gehören, unterhält offizielle Beziehungen zum Genferseerat.
Der Genferseerat hat eine Vorreiterrolle in der grossräumigen Zusammenarbeit gespielt, die seit dem Jahr 2001 mit dem schweizerischen Programm zur Förderung der grossen Agglomerationen und seit 2003 mit der Entwicklung der Metropolitanregionen in Frankreich in der staatlichen Politik verankert ist.
Im Bereich des Umweltschutzes besteht bereits seit 1962 die Commission internationale pour la protection des eaux du Léman.
Der Rat hat vier Fachkommissionen eingesetzt:
- Kommission für Wirtschaft, Tourismus und Zusammenleben im Grenzraum
- Kommission für die Mobilität im Genferseegebiet
- Kommission Jugend und Kultur
- Kommission Umwelt

Präsidenten und Präsidentinnen des Conseil du Léman:
- 1987–1989: Raymond Junod, Kanton Waadt
- 1989–1991: Jacques Boyon, Ain
- 1991–1993: Raymond Deferr, Wallis
- 1993–1995: Claude Birraux, Haute-Savoie
- 1995–1997: Claude Haegi, Genf
- 1997–1999: Claude Ruey, Waadt
- 1999–2001: Jocelyne Boch, Ain
- 2002–2003: Claude Roch, Wallis
- 2004–2005: Michel Charlet, Haute-Savoie
- 2006–2007: Robert Cramer, Genf
- 2008–2011: Pascal Broulis, Waadt
- 2011–2013: Guy Larmanjat, Ain
- 2014–2015: Jacques Melly, Wallis
- 2016–2017: Virginie Duby-Muller, Haute-Savoie
- 2018: François Longchamp, Genf
- 2018: Pierre Maudet, Genf
- 2018–2019: Antonio Hodgers, Genf
- 2020–2021: Pascal Broulis, Waadt
- 2022–: Gérard Paoli, Ain